# Stazione di Bova Marina
La stazione di Bova Marina è una stazione ferroviaria posta sulla ferrovia Jonica. Serve il centro abitato di Bova Marina.

## Movimento
Il traffico ferroviario è prevalentemente regionale, ed è costituito da treni che viaggiano fino a Catanzaro Lido in direzione nord e Reggio Calabria Centrale in direzione sud.